# Idylle au mont Lusan
Pour plus de détails, voir Fiche technique et Distribution.
Idylle au mont Lusan (chinois simplifié : 庐山恋 ; pinyin : Lúshān Liàn), est un film romantique chinois réalisé par Huang Zumo (zh) et sorti en 1980. 
Le film remporte les prix du meilleur long métrage et de la meilleure actrice aux 4e prix des cent fleurs en 1981, Zhang Yu ayant été élue meilleure actrice aux 1er Coqs d'or.
Le film est le premier film romantique chinois après la révolution culturelle, et présente une rare scène de baiser entre les deux protagonistes, ce qui a fait de Zhang Yu une « fille de rêve » dans le cœur du public des années 1980. Le film a également considérablement renforcé le statut du mont Lu dans la culture populaire.
Il enregistre plus de 400 millions d'entrées, pour plus de 100 millions de yuans de recettes en Chine. Selon le Livre Guinness des records, ce film est celui qui est resté le plus longtemps à l'affiche dans une seule salle de cinéma. Il est projeté pour la première fois le 12 juillet 1980 au cinéma Lushan, dans la province de Jiangxi, et il est resté à l'affiche tous les jours depuis lors.

## Synopsis
Dans les années 1970, après l'établissement des relations diplomatiques entre la République populaire de Chine et les États-Unis, Zhou Jun, la fille d'un général du Kuomintang à la retraite, Zhou Zhenwu, qui vit maintenant en Amérique, se rend en Chine continentale pour faire du tourisme. Au mont Lusan, elle rencontre Geng Hua, un jeune homme qui prépare ses examens d'entrée à l'université, et ils tombent amoureux. Le père de Geng, officier du parti communiste chinois, fait actuellement l'objet d'une enquête politique de la Bande des Quatre. Le jeune Geng accompagne sa mère malade à la montagne pour sa rééducation. En raison de ses fréquents contacts avec Zhou, Geng est convoqué pour un interrogatoire. Zhou retourne aux États-Unis avec des regrets.
Après la chute de la Bande des Quatre, Zhou, qui garde toujours dans son cœur ses sentiments pour Geng, se rend à nouveau au mont Lusan. Geng, désormais étudiant de troisième cycle à l'université de Tsinghua, vient par hasard au mont Lusan pour un colloque universitaire. Heureusement, les deux se croisent et décident de se marier. Geng Hua demande l'accord de son père, Geng Feng, et lui montre la photo de la famille de Mlle Zhou. Geng Hua reconnaît que le père de la jeune fille, Zhou Zhenwu, était son camarade de classe à l'académie militaire de Whampoa. Comme ils suivaient des partis politiques différents, ils sont devenus des rivaux sur le champ de bataille pendant la guerre civile chinoise. Il rejette donc immédiatement ce mariage. Après quelques difficultés, les deux pères, qui ont tous deux l'intention de réunifier la Chine, se rencontrent sur le mont Lusan. L'hostilité s'estompe et ils deviennent parents par alliance lorsque les jeunes Zhou et Geng s'unissent enfin.

## Fiche technique
- Titre français : Idylle au mont Lusan ou Idylle au mont Lu Shan[5]
- Titre original chinois : 庐山恋, Lúshān Liàn[6]
- Réalisation : Huang Zumo (zh)
- Scénario : Bi Bicheng
- Photographie : Shan Lianguo, Zheng Xuan
- Musique : Lu Qiming
- Production : Lee Gam-gam
- Sociétés de production : Studios de Shanghai
- Pays de production :  Chine
- Langue originale : mandarin
- Format : couleurs
- Genre : film romantique
- Durée : 90 minutes
- Dates de sortie : 
  - Chine : 12 juillet 1980
  - France : 10 février 1981 (Paris)

## Distribution
- Zhang Yu (zh) : Zhou Jun
- Guo Kaimin (zh) : Geng Hua
- Wu Hao : Zhou Zhenwu, le père de Zhou
- Chi Shiming : Geng Mu
- Wen Xiying (zh) : Geng Feng, le père de Geng